# Fanniomyces ceratophorus
Fanniomyces ceratophorus är en svampart som först beskrevs av Whisler, och fick sitt nu gällande namn av T. Majewski 1972. Fanniomyces ceratophorus ingår i släktet Fanniomyces och familjen Laboulbeniaceae.   Inga underarter finns listade i Catalogue of Life.